# Parc Gulshan-e-Iqbal
Le parc Gulshan-e-Iqbal (ourdou : گلشن-اقبال پارک) est un parc et espace de loisir situé dans la banlieue Allama Iqbal à Lahore au Pakistan.

## Toponymie
Le nom Gulshan-e-Iqbal se traduit littéralement comme « le jardin d'Iqba », se référant à Mohamed Iqbal, le poète national du Pakistan.

## Caractéristiques

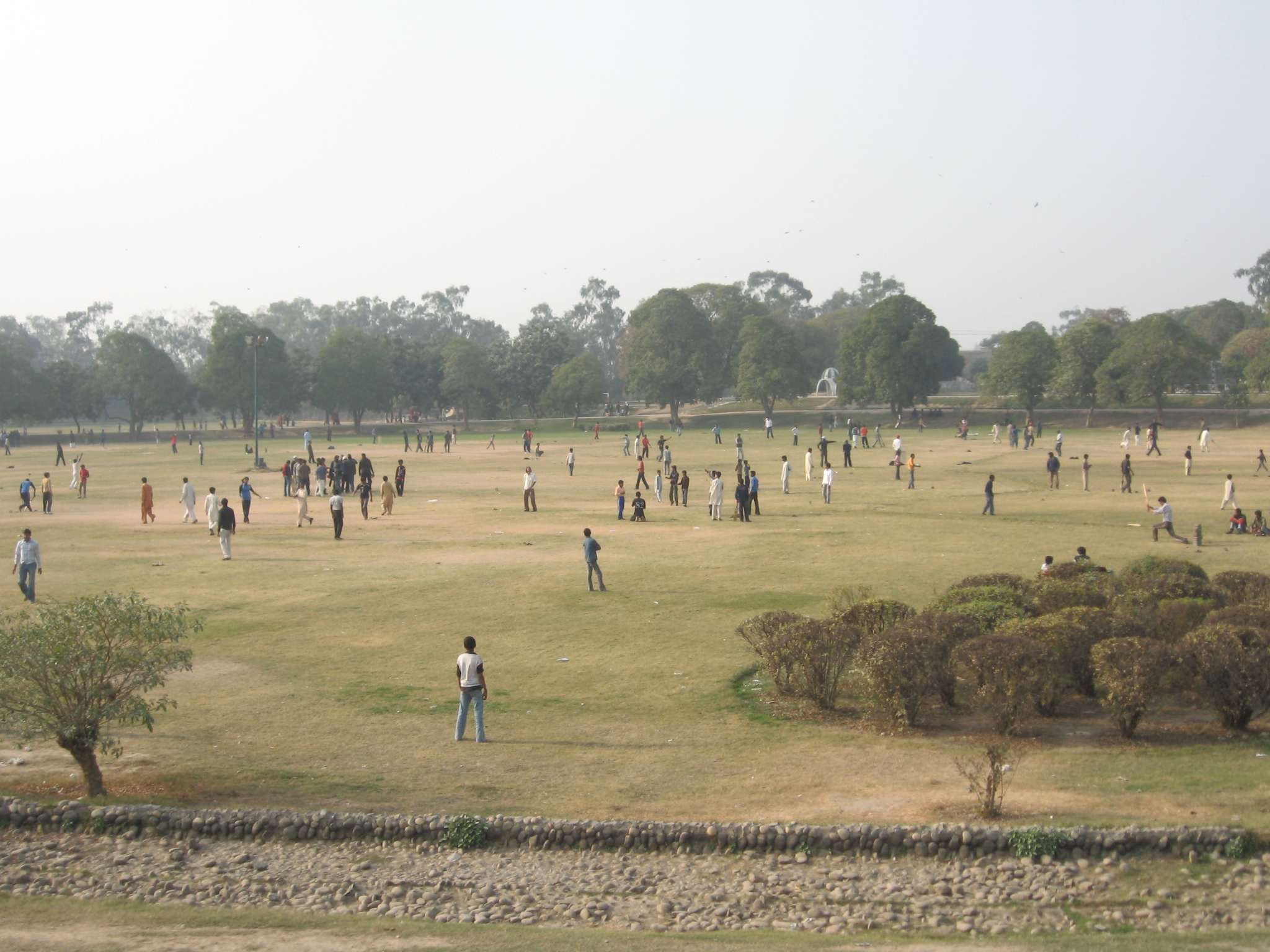
Gulshan-e-Iqbal Park, Lahore

Avec une surface de 270 000 m2, c'est l'un des parcs les plus importants de la ville. Il possède de nombreux manèges de loisirs pour les enfants tels que des balançoires et des voitures frappantes qui en fait un lieu populaire auprès des familles. Il dispose également d'un vaste lac artificiel et d'un mini-zoo. Le parc est entretenu par la ville, avec de nouvelles aires de jeux et des manèges ajoutés récemment en raison de l'intérêt public accru.[réf. nécessaire]

## Incidents
Le 27 mars 2016, un attentat à la bombe a eu lieu dans la zone de stationnement de Gulshan-e-Iqbal Park, tuant au moins 72 personnes et en blessant plus de 300 personnes. Les Taliban ont revendiqué la responsabilité pour l'attaque[réf. souhaitée].